# ارگانیک گاردن
ارگانیک گاردن (به انگلیسی: Garden Organic) که در گذشته به عنوان انجمن پژوهشی هِنری دوبلدی (HDRA) شناخته می‌شد، یک مؤسسه خیریه در حال رشد در بریتانیا است که به پژوهش و ترویج باغبانی ارگانیک، کشاورزی و غذای ارگانیک اختصاص یافته‌است. این مؤسسه خیریه کتابخانه بذر میراث را نگهداری می‌کند تا دانه‌های گیاهی را از ارقام میراث نگهداری کند و در دسترس پرورش‌دهندگان قرار دهد.